# 4. december
4. december je 338. dan leta (339. v prestopnih letih) v gregorijanskem koledarju. Ostaja še 27 dni.

## Dogodki
- 771 – Karel Veliki postane edini vladar frankovske države
- 1110 – prva križarska vojna: križarji osvojijo Sidon
- 1254 – Maribor je v listini Gotfrida Mariborskega prvič omenjen kot mesto
- 1639 – Jeremiah Horrocks kot prvi z daljnogledom opazuje prehod Venere prek Sončeve ploskve
- 1914 – Nemško cesarstvo ustanovi prvo enoto pomorskih letal
- 1918 – predsednik ZDA Woodrow Wilson odpluje proti Brestu (Francija) in tako postane prvi predsednik ZDA, ki obišče kakšno evropsko državo
- 1941 – Poljska in ZSSR podpišeta pogodbo o prijateljstvu in vzajemni obrambni pomoči
- 1942 – ustanovljena Alžirska država
- 1943:
  - ameriško-britansko-turška konferenca v Kairu
  - Nemci v Sandžaku in severnem delu Črne gore prično ofenzivo »Kroglasta strela«
- 1952 – zaradi posledic londonskega smoga umre več kot 10.000 ljudi
- 1989 – ustanovljena koalicija Demos
- 1992 – ameriške enote napotene v Somalijo
- 1994 – prve lokalne volitve v samostojni Sloveniji
- 1996 – proti Marsu izstrelijo vesoljsko sondo Mars Pathfinder, ki nato sedem mesecev pozneje uspešno pristane na rdečem planetu s čimer se začne novo obdobje raziskovanja tega planeta

## Rojstva
- 1512 – Jerónimo de Zurita y Castro, španski zgodovinar († 1580)
- 1595 – Jean Chapelain, francoski pesnik in literarni kritik († 1674)
- 1660 – André Campra, francoski skladatelj († 1744)
- 1713 – Gasparo Gozzi, italijanski pesnik, pisatelj in novinar († 1786)
- 1777 – Jeanne Françoise Julle Adélaïde Récamier, francoska salonska gostiteljica († 1849)
- 1795 – Thomas Carlyle, škotski satirik, esejist in zgodovinar († 1881)
- 1821 – Ernst Wilhelm Leberecht Tempel, nemški astronom († 1889)
- 1866 – Vasilij Vasiljevič Kandinski, ruski slikar, grafik in umetnostni teoretik († 1944)
- 1875 – Rainer Maria Rilke, avstrijski pesnik († 1926)
- 1885 – Fran Ločniškar, slovenski pesnik in pisatelj († 1947)
- 1885 - Anton Sovre, slovenski filolog in prevajalec († 1963)
- 1892 – Francisco Franco, španski general in diktator († 1975)
- 1893 – Avgust Cesarec, hrvaški pesnik, pisatelj in revolucionar († 1941)
- 1922 – Gérard Philipe, francoski filmski igralec († 1959)
- 1934 – Matjaž Klopčič, slovenski filmski režiser († 2007)
- 1949 – Jeff Bridges, ameriški filmski igralec
- 1963 – Sergej Bubka, ukrajinski atlet
- 1968 – Britta Bilač, slovensko-nemška atletinja
- 1972 – Joži Šalej, slovenski pianist, pevec in glasbeni pedagog
- 1973 – Tyra Banks, ameriška manekenka
- 1979 – Andrej Komac, slovenski nogometaš
- 1984 – Matic Supovec, slovenski glasbenik in besedilopisec
- 1996 – Jan Kern, slovenski judoist

## Smrti
- 1075 – Anno II., kölnski nadškof (* 1010)
- 1131 – Omar Hajam, perzijski matematik, astronom, pisatelj, pesnik, filozof (* 1048)
- 1214 – Vilijem Lev, škotski kralj (* 1143)
- 1270 – Teobald II.,  navarski kralj, šampanjski grof (V.), križar (* 1239)
- 1334 – papež Janez XXII. (* 1249)
- 1371 – Stefan Uroš V. Nemočni, srbski kralj in car (* okoli 1336)
- 1393 – Friderik Bavarski, vojvoda Bavarske-Landshuta (* 1339)
- 1574 – Georg Joachim Lauchen von Retij, nemški astronom, matematik, kartograf, (* 1514)
- 1642 – Kardinal Richelieu, francoski kardinal, državnik, predsednik vlade (* 1585)
- 1679 – Thomas Hobbes, angleški filozof (* 1588)
- 1798 – Luigi Galvani, italijanski zdravnik, fizik (* 1737)
- 1893 – John Tyndall, irski fizik (* 1820)
- 1926 – Ivana Kobilca, slovenska slikarka (* 1861)
- 1933 – Stefan George, nemški pesnik (* 1868)
- 1945 – Thomas Hunt Morgan, ameriški genetik, nobelovec 1933 (* 1866)
- 1952 – Karen Horney, nemška psihoanalitičarka in psihiatrinja (* 1885)
- 1975 – Hannah Arendt, ameriška filozofinja nemško-judovskega rodu (* 1906)
- 1976 – Edward Benjamin Britten, angleški skladatelj, pianist (* 1913)
- 1980 – Vicente Escudero, španski plesalec flamenka (* 1892)
- 1993 – Frank Zappa, ameriški glasbenik (* 1940)
- 2011 – Socrates, brazilski nogometaš (* 1954)